# Paragomphus nigroviridis
Paragomphus nigroviridis – gatunek ważki z rodziny gadziogłówkowatych (Gomphidae).